# Alpha2-Canum-Venaticorum-Stern
Ein Alpha2-Canum-Venaticorum-Stern (α2-CVn-Stern oder α2-CVn-Variabler) ist ein rotationsveränderlicher Stern. Neben der Veränderlichkeit zeigen Sterne dieser Art in ihrem Emissionsspektrum chemische Auffälligkeiten und gehören der Spektralklasse A7p bis B8p (p = „peculiar / auffällig“, siehe auch Ap-Stern) an. Sie verfügen über ein starkes Magnetfeld. Das Emissionsspektrum zeigt ausgeprägte Spektrallinien von Silizium, Strontium und Chrom. Viele Sterne dieses Typs haben eine Masse im Bereich von 3 bis 4 Sonnenmassen.
Ihre Helligkeit schwankt typischerweise zwischen 0,01 und 0,1 mag über einen Zyklus von 0,5 bis 160 Tagen. Ebenso wie die Helligkeit schwankt ebenfalls die Stärke des Magnetfeldes. Dabei kommt es regelmäßig zu wiederkehrenden Veränderungen in der Zusammensetzung des Emissionsspektrums. Es konnten Zusammenhänge mit der Rotationsperiode des Sterns festgestellt werden. Man nimmt bisher an, dass eine inhomogene Verteilung von Metallen in der Atmosphäre des Sterns dafür verantwortlich ist. Dies führt zu ungleichmäßigen Helligkeitsverteilungen in der Photosphäre des Sterns.
Der namensgebende Stern ist die zweite Komponente des Doppelsternsystems Cor Caroli. Die zweite Komponente wird mit α2 Canum Venaticorum bezeichnet. Seine Helligkeitsschwankung liegt bei 0,14 mag mit einer Periode von 5 Tagen und 11 Stunden.

## Vorkommen in Sternkatalogen
Der General Catalogue of Variable Stars listet aktuell etwa 400 Sterne mit dem Kürzel ACV oder ACVO, womit etwa 1 % aller Sterne in diesem Katalog zur Klasse der α2-Canum-Venaticorum-Sterne gezählt werden.

## Beispiele
- Maia von den Plejaden
- Alioth
- HD 215441
- V364 Carinae
- HR 465